# Lévai Hangyássy László
Lévai Hangyássy László (becenevén Hangya) (Budapest, 1967. május 28. –) basszusgitáros, producer.

## Pályafutása
A zenéhez való vonzalma már kis gyermekkorában előtört, addig könyörgött a szüleinek, míg nem vettek neki egy gitárt és be nem íratták egy zeneiskolába. 14 évesen eldöntötte, hogy nagybőgőzni szeretne. Ez a vágya is teljesült, de belátta, a basszusgitár mégiscsak univerzálisabb hangszer. A mai napig „Ő” a meghatározó az életében. Pályafutása során közel 40 albumon játszott. 

## Eredmények, főbb állomások
- 1987-ben MAGAZIN zenekarával megnyerték a „Csillag születik” nevezetű tehetség kutató versenyt.
- 1989-1999 működő SING SING zenekar tagja és egyben managere is. Ezzel a csapattal 8 lemezük jelent meg, amelyik közül a „Bűn az élet „című album, 100.000 példányban lelt gazdára.
- 1998-ban alakult a RAMONES MANIA tribute csapata, amivel bejárták Európa clubjait.
- 1999-ben a Sing Sing zenekar feloszlása után egy kicsit más stílusban a ZERO-G formációval jelentetett meg néhány albumot.
- Párhuzamosan a többi futó zenekara mellett 2002-ben alakította meg a ZORALL zenekart, amivel a mai Cd piacon is szépen teljesítenek.
- 2011-ben megalakította a POP84 formációját, egy igazi showbandet, ami kizárólag a 80’-as évek pophimnuszait játszotta, professzionális szinten.
- 2013-ban újra alakította a SING SING zenekart az Irigy Hónaljmirigy zenekarból ismert Sipos Tamással.
- 2001-ben létrehozott egy próbaterem komplexumot „CSEPEL ZENEMŰVEK” néven, 33 teremben közel 100 zenekar tépi a húrokat nap mint nap.
- 1997-től sikeres agár tréner. 2 x Európa Bajnok, 2 x Világbajnok és többszörös magyar és egyéb bajnok magyar agara "Dévaj Frakk"
- 2008-tól ZORALL SÖROLIMPIA néven fesztivált szervez Megyeren, egy kis zsákfaluban, ami ma már a nagy közönség siker miatt Alsóörsön TÁBOR Fesztivál néven az ország egyik legnagyobb rockfesztiválja lett.
- 2008-tól Zorall kalóztúra néven vízitúrát szervez a Kis-Dunán, aminek a végső állomása a ráckevei Vadkacsa kemping.
- 2013-tól minden nyáron Duna Poker Run néven játékos hajós túrát szervez a Dunán csatlakozva a Zorall Kalóztúrához.

## Aktív zenekarai
- Zorall
- Sing Sing

## Albumok
- Magazin: Rockgyermekei (1988)
- Sing Sing: Életfogytig Rock’n Roll (1990)
- Boeghoe: Kutya az asztalon (1991)
- Sing Sing: Törvények nélkül (1992)
- Sing Sing: Élve vagy halva
- Sing Sing: 1989-1994
- Sing Sing: Bűn az élet (1994) arany és platinalemez
- Sing Sing: Sing Sing + (1995)
- Sing Sing: Tettes vagy áldozat (1996)
- Sing Sing: Tábor ’96 (1996)
- Sing Sing: Sztrájk (1997)
- Sing Sing: Lökd ide a sört (1998)
- Sing Sing: Sing Single (1998)
- Sing Sing.: Életfogytig SING SING
- Zero-G: Taste for speed (2000)
- Zero-G: Jump with me (2001)
- Zero-G: Zero gravity (2002)
- Zorall: Nem csak a húsz éveseké a világ (2003)
- Zorall: Randalíra (2004)
- Zorall: Zorall Live (2005)
- Zorall: Zorall Flöss (2007)
- Sing Sing: 10 év a Sing Singben (2007)
- Sing Sing: Összezárva (2007)
- Magazin: Siker (2008)
- Rock’n Roll Swindle: 1.
- RAMONES MANIA: Live in ZP.
- Zorall: Zorall cirkusz világszám (2010)
- Zorall: Army (2011)
- Rock’n Roll Swindle: 2.
- Zorall ARMY (2012) platina lemez
- Zorall – Ramonia (2013) platina lemez
- Zorall – Háztartási Rock’n Roll (2014) platina lemez
- Zorall BUMM (2015) aranylemez
- Sing Sing – Visszaesők (2015)
- Zorall – Retrográd (2016) aranylemez
- Hangya 50 – dvd (2017) aranylemez
- Zorall – Presszó Metál (2018) aranylemez
- Zorall – Fémforgácsok (2020)
- Zorall – Zorall 20 (2022
- Zorall – Fordított világ (2022)

## Díjak, elismerések
- Év felfedezettje (PopMecs gála 1987)
- Év zenekara (E-Club 1993)
- Év basszusgitárosa (E-Club 1993,1995,1997)
- Év albuma (E-Club 1995)
- Év felfedezettje (Wigwam 2003)
- Év lemeze (Wigwam 2004)
- Év basszusgitárosa (Wigwam 2004)
- Év előadója (Wigwam 2007)
- Fonogram díj (Mahasz 2006) http://www.fonogram.hu/
- Év hazai zenekara (Wigwam 2009)
- Év hazai koncertje Rock’n Roll Swindle (Wigwam 2009)
- Év menedzsere (Wigwam 2009)
- Év fesztiválja (Zorall sörolimpia 2012) http://www.zorallsorolimpia.hu/
- Csepel Örökség-díj 2022